# René Mathieu
Pour les articles homonymes, voir Mathieu.
René Mathieu, né le 27 novembre 1921 à Metz (Moselle) et mort le 1er mai 1944, fut, pendant la Seconde Guerre mondiale, un agent secret du Special Operations Executive.

## Éléments biographiques
René M. A. Mathieu est envoyé en France par la section F pour devenir opérateur radio du réseau STATIONER de Maurice Southgate. Il est parachuté dans la nuit du 11 au 12 avril 1944. Il est arrêté le 1er mai par les Allemands, à Montluçon.
René Mathieu serait décédé de suites des mauvais traitements subis en captivité le jour même de son arrestation.

## Reconnaissance

### Distinction
Aucune distinction n’est mentionnée dans les sources citées.

## Identités
- État civil : René M. A. Mathieu
- Comme agent du SOE, section F :
  - Nom à l’entraînement : Roger Milhaud
  - Nom de guerre (field name) : « Aimé »
  - Nom de code opérationnel : MANUFACTURER
  - Nom de code du Plan, pour la centrale radio : SHIRT
  - Fausses identités : René Marie Milloy

Situation militaire :
- France : sergent
- US Army / OSS.
- SOE, section F ; grade : sergeant.

### Monuments
- En tant que l'un des 104 agents du SOE section F morts pour la France, René Mathieu est honoré au mémorial de Valençay (Indre).